# Metacatharsius ferrugineus
Metacatharsius ferrugineus là một loài bọ cánh cứng trong họ Bọ hung (Scarabaeidae).